# 湯姆·巴特曼
湯瑪士·強納森·巴特曼（英語：Thomas Jonathan Bateman，1989年3月15日—），英格蘭男演員。知名作品如電視劇《達文西闇黑英雄》（2013年至2015年）和電影《東方快車謀殺案》（2017年）。

## 早年
湯姆·巴特曼出生於牛津的一個工薪階層家庭。家中有十二名兄弟姐妹，包括名叫梅林（Merlin）的雙胞胎兄弟。
巴特曼在倫敦音樂與戲劇藝術學院學習戲劇，並在此與凯瑟琳·塔特、大衛·田納特合演戲劇《无事生非》。後來，他加入簡尼夫·班納在加里克剧院的公司，在此於《冬天的故事》中與茱蒂·丹契同台演出。

## 私生活
2017年起，巴特曼與在《東方快車謀殺案》結識的演員黛西·蕾德莉交往。2023年1月，蕾德莉在日舞影展宣傳《偶爾我會想到死亡》期間，證實自己與巴特曼已結婚。

## 作品列表

### 電影
| 年份 | 標題                                | 角色                     | 附註       |
| ---- | ----------------------------------- | ------------------------ | ---------- |
| 2011 | 《無事生非》（Much Ado About Nothing）                    | 克勞迪奧（Claudio）             |            |
| 2015 | 《債主》                            | 麥可·雷德曼（Michael Redmane）          |            |
| 2015 | 《布拉納劇院現場：冬天的故事》 （Branagh Theatre Live: The Winter's Tale） | 弗洛里澤爾（Florizel）           |            |
| 2016 | 《接觸》（Exposure）                        | 查理（Charlie）                 | 短片       |
| 2017 | 《住宿》（B&B）                        | 馬克（Marc）                 |            |
| 2017 | 《搶救千金》                        | 詹姆士（James）               |            |
| 2017 | 《東方快車謀殺案》                  | M·布克（M Bouc）               |            |
| 2017 | 《嗨洛喬》（Hi-Lo Joe）                      | 東尼（Tony）                 |            |
| 2019 | 《酷寒殺手》                        | 崔佛·「維京」·卡寇特（Trevor "Viking" Calcote） |            |
| 2022 | 《尼羅河謀殺案》                    | M·布克                   |            |
| 2022 | 《十三條命》                        | 克里斯·朱爾（Chris Jewell）          |            |
| 2024 | 《鹊之家》                          | 不適用                   | 編劇和監製 |
| 2025 | 《海達》                            | 喬治·特斯曼（George Tesman）          |            |

### 電視
| 年份      | 標題                       | 角色                        | 附註           |
| --------- | -------------------------- | --------------------------- | -------------- |
| 2013      | 《邊隧謎案》               | 丹尼·希利爾（Danny Hillier）             | 7集            |
| 2013      | 《達文西闇黑英雄》         | 朱利亚诺·德·美第奇          | 10集           |
| 2015      | 《化身博士》               | 羅伯特·傑基爾博士／海德（Dr. Robert Jekyll / Hyde） | 10集           |
| 2016      | 《膽小鬼》                 | 賈斯汀·帕克（Justin Parker）             | 2集            |
| 2018      | 《浮華世界》               | 羅登·克勞利（Rawdon Crawley）             | 6集            |
| 2018      | 《黑暗詩選》               | 威克斯（Wilkes）                  | 單集：〈身體〉 |
| 2019      | 《比徹姆大宅》             | 約翰·比查姆（John Beecham）             | 6集            |
| 2021      | 《三人要守密，兩人得死去》 | 大衛·弗格森（David Ferguson）             | 6集            |
| 2023      | 《妙女郎》                 | 克萊夫（Clive）                  | 6集            |
| 2023–2024 | 《真实故事改编》           | 麥特·皮爾斯（Matt Pierce）             | 主演           |

## 外部連結
- 湯姆·巴特曼在互联网电影资料库（IMDb）上的資料（英文）